# 兼用工作物
兼用工作物（けんようこうさくぶつ）とは、道路や河川といった公共用物のうち、本来の効用を果たすと同時に、公共の用に供する他の工作物または施設（総称して「他の工作物」という。）としての効用を兼ねる、物理的に一体不可分の工作物または施設をいう。

## 概要
道路や河川といった公共用物は、それぞれ道路法や河川法といった公物法により、それぞれの定義や管理方法が定められている。しかし、街路と一体となった都市公園や、河川管理施設である堤防上に設けられる道路などは、別々に管理することでかえって効率が悪くなることや、互いの根拠法に基づく管理権限が衝突してしまうおそれがある。
このため、各々の工作物としての効用を果たし、かつ一体不可分な範囲について兼用工作物と定めることにより、管理方法や費用負担を双方の管理者が協議して決定できるものとした。

## 協議の対象
全ての公共用物が他の工作物との兼用工作物になれるものではなく、逆に公共用物に対して全ての他の工作物が兼用工作物になれるものではない。協議の内容や手続きについても、各法令でまちまちである。兼用工作物の設置は、必ずしも当初から計画されていたものである必要はない。例えば道路の場合、道路として設置されたものが後に他の工作物の効用を兼ねることになっても、逆に他の工作物として設置されたものが道路の効用も果たすことになっても、あるいは当初から両方の効用を兼ねることを目的に設置されたものであってもよいと解されている。
兼用工作物の管理協定は、主となる工作物の管理者と他の工作物の管理者との間で協議した上で締結されるが、両者は対等な立場の管理者として協議を行うこととされている。ただし、各法律によって協議の対象となる行為が異なるため、協議によっても他の工作物の管理者が行えない行為もある。締結された管理協定はその内容を官報などで公示することが定められている場合がある。
他の工作物の管理者が私人であっても設置目的が公の目的をもって設置されたものであれば認められる場合がある。例えば、道路法では道路と鉄道橋とが兼用工作物になることを認めているが、私鉄の鉄道橋であっても対象となる。ただし、私人が行使することが不適当とみなされるような権限は、各法令によって制限される。

## 個別の法律による規定
以下、各法律によって定められている兼用工作物の例を挙げる。なお、順序は各根拠法の規定の制定順による。

### 港湾・漁港
港湾の整備や運営に関する法律として港湾法があるが、1950年（昭和25年）の制定時には兼用工作物に関する規定が存在していなかった。1951年6月4日の港湾法改正において、「他の工作物と効用を兼ねる港湾施設」に関する規定が追加された。兼用工作物となる港湾施設の港湾工事（港湾施設の建設のほか、改良、維持または復旧の工事なども含む）の施行および費用の負担について、港湾管理者と他の工作物の管理者とが協議して定めることとされている。
また、漁港の維持管理に関する法律として漁港漁場整備法があるが、これも旧漁港法が当初制定された1950年には兼用工作物に関する規定が存在していなかった。1951年12月17日の漁港法改正において「他の工作物と効用を兼ねる漁港施設」に関する規定が追加され、2002年（平成14年）4月1日に改称された漁港漁場整備法においても同様の規定が引き継がれている。漁港施設である堤防または護岸が道路と効用を兼ねる場合などが想定されている。兼用工作物となる漁港施設に係る特定漁港漁場整備事業は、その費用の負担について、特定漁港漁場整備事業の施行者と他の工作物の管理者とが協議して定めることとされている。

### 道路
道路との兼用工作物になりうる他の工作物として、道路法では、堤防、護岸、ダム、鉄道または軌道用の橋、踏切道、駅前広場その他公共の用に供する工作物または施設が挙げられている。
協議の対象には、道路に関する工事（新設、改築または修繕に関する工事。ただし国道の新設または改築を除く。）および維持といった事実行為のほか、道路占用許可などの行政権限の行使も含まれている。ただし、他の工作物の管理者が私人である場合には、道路に関する工事（新設、改築または修繕に関する工事）および維持以外の管理を行うことはできない。また、道路区域の公示ならびに道路台帳の調整および保管などの権限は、協議の対象から外されているほか、道路区域の決定もしくは変更または道路占用許可などの権限を行使したときは、道路管理者に遅滞なく通知しなければならない。費用の負担についても協議の対象とされている。これらの協議が成立した場合、当該道路の管理者は協議の内容を公示しなければならない。道路区域内に設置された他の工作物は、兼用工作物としての協議が成立した時点（協議があったものとみなされる場合を含む）で、道路法第32条の道路占用許可があったものとみなして差支えないとされている。
また、道路法では、他の工作物の管理者との間で管理に関する協議が成立しない場合についても、規定が置かれている。道路管理者が国土交通大臣の場合は、国土交通大臣が他の工作物の主務大臣と協議することができ、道路管理者が国土交通大臣以外の場合は、国土交通大臣などに裁定を申請することができる。これらの規定も、他の法令に見られない特殊な規定と言える。
このほか、管理に関する協議がない場合でも、他の工作物の管理者に当該道路の道路に関する工事または維持をさせることが適当であると認められるときは、道路管理者が他の工作物の管理者に工事または維持を命令することができる。かつては、他の工作物が河川の附属物であった場合には、この規定に基づく命令ではなく、旧河川法に基づく工事として行うこととされていたが、旧河川法の廃止に際し削除されている。
堤防との兼用工作物に関しては、管理協定の雛形や協定締結に伴って必要となる手続きが定められており、準則協定と呼ばれている。また、道路と鉄道が交差する場合には協議すべき内容や方法について別途道路法第31条が設けられているため、同条に基づく協議が一般的ではあるが、兼用工作物としての協議を排除するものではない。
特殊な例として高速道路のサービスエリアの第二駐車場を都市公園の駐車場と兼用させるハイウェイオアシスがある。

### 都市公園
1956年（昭和31年）に制定された都市公園法には、兼用工作物に関する規定が存在していなかったが、1976年5月25日の都市公園法改正において追加された。都市公園との兼用工作物になりうる他の工作物として、河川、道路、下水道その他の施設または工作物が挙げられている。
兼用工作物となる都市公園および他の工作物の管理については、公園管理者と他の工作物の管理者とが協議して定めることができる。費用の負担についても協議の対象とされている。ただし、他の工作物の管理者が私人である場合は、都市公園に関する工事および維持以外の管理を行わせることができない。また、都市公園の台帳の作成および保管などの権限は、協議の対象から外されているほか、占用の許可や公園一体建物に関する協定の締結といった権限を行使したときは公園管理者に遅滞なく通知しなければならない。協議が成立した場合、公園管理者は協議の内容を公示しなければならない。

### 空港
1956年に制定された旧空港整備法および2008年の改正により名称変更された後の空港法において、兼用工作物の規定がある。空港のうち拠点空港および地方管理空港の施設が他の工作物と効用を兼ねるときは、工事の施行、維持および費用の負担について、空港を設置・管理する者と他の工作物の管理者とが協議して定めることとされている。

### 海岸保全施設・津波防護施設
海岸法に定める海岸保全施設（堤防、突堤、護岸、胸壁、離岸堤、砂浜その他海水の侵入または海水による侵食を防止するための施設）および津波防災地域づくりに関する法律に定める津波防護施設（盛土構造物、護岸、胸壁および閘門）について、兼用工作物の規定がある。海岸法では、海岸保全施設が道路、水門または物揚場などと効用を兼ねるときは、協議により海岸保全施設に関する工事または施設の維持をさせることができる。また、津波防災地域づくりに関する法律では、津波防護施設が津波防護施設以外の施設または工作物と効用を兼ねるときは、津波防護施設管理者および他の施設等の管理者は、協議により津波防護施設の工事、維持または操作を行うことができる。費用については、海岸法および津波防災地域づくりに関する法律とも、当該施設の管理に要する費用の負担を協議して定めることとされている。
津波防護施設は、もともと発生頻度が極めて低い最大クラスの津波（L2）が、海岸保全施設などを乗り越えて内陸部に浸入するような場合に、浸水域の拡大を防止するために内陸部に設ける施設であることから、後背地の状況などを踏まえ、道路や鉄道等の施設を活用できる場合には、これらの施設を活用して小規模盛土や閘門を設置するなど、効率的に整備し、一体的に管理することが適当とされている。

### 下水道
公共下水道の施設が道路、堤防その他の公共の用に供する施設または工作物の効用を兼ねるときは、協議により公共下水道の施設に関する工事または施設の維持をさせることができる。具体的な例としては、公共下水道の排水施設が道路の側溝としての機能を果たしている場合や、公共下水道の排水渠の擁壁が河川の堤防を利用したものである場合、終末処理場の上部を覆蓋して都市公園として利用する場合などが想定されている。また、協議の対象は、公共下水道の施設の築造、改築および修繕等の工事または清掃その他の維持に限られ、下水道使用料の徴収や行為制限に伴う許可等の法律行為は含まれない。費用については、当該施設の管理に要する費用の負担を協議して定めることとされている。

### 地すべり防止施設
地すべり防止区域内にある排水施設、擁壁またはダムなどの地すべり防止施設が、砂防法による砂防設備、森林法による保安施設事業に係る施設またはかんがい排水施設などと効用を兼ねるときは、協議により地すべり防止施設に関する工事または施設の維持をさせることができる。これは、地すべり防止施設を管理する都道府県知事が、自ら工事などを行うよりも、他の工作物の管理者に工事などを行わせることが便宜な場合が多いためである。費用については、当該施設の管理に要する費用の負担を協議して定めることとされている。
また、ぼた山崩壊防止区域におけるぼた山崩壊防止施設についても、地すべり等防止法の兼用工作物に関する規定が準用される。

### 河川
ダムや堰、水門、堤防といった河川管理施設と相互に効用を兼ねる他の工作物の管理者は、協議により工事、維持または操作を行うことができるとされている。具体的な例として、堤防または水門と道路が効用を兼ねる場合や、床止めと農業用の取水堰とが効用を兼ねる場合などがある。また、河川管理施設の一つであるダムのうち、電力会社など河川管理者以外の事業者も加わって管理される多目的ダムは、この兼用工作物として協議・管理がなされている。費用については、当該施設の管理に要する費用の負担を協議して定めることとされている。
道路法に基づく兼用工作物とは異なり、他の工作物の管理者が行うことができる行為は、事実行為のみに限られているのが特徴である。また、他の工作物の管理者に法律行為の権限を与えることができないことからもわかるように、兼用工作物に関する協議は河川法上の許可に代わるものではない。したがって、兼用工作物であっても河川区域内に施設または工作物を設置することに変わりはないので、河川法第24条および第26条に基づく占用許可や工作物新築許可等の手続きが必要となる。

## 各法律の定め
|                  | 根拠法                         | 兼用工作物となる公共公物と、 他の工作物（下線）との組み合わせの例                                        | 公示の要否       | 私人の制限の有無 |
| ---------------- | ------------------------------ | --- | ---------------- | --- |
| 港湾             | 港湾法                         | （例示なし）                                                                                             | 不要             | 無 |
| 漁港             | 漁港漁場整備法                 | 堤防又は護岸と道路                                                                                       | 不要             | 無 |
| 道路             | 道路法                         | 道路と堤防、護岸、ダム、鉄道又は軌道用の橋、踏切道、駅前広場その他公共の用に供する工作物又は施設         | 協議の内容を公示 | 行政権限を行使することが不適当であると考えられる者は、道路の新設、改築又は修繕に関する工事及び維持以外の管理を行うことができない |
| 都市公園         | 都市公園法                     | 都市公園と河川、道路、下水道その他の施設又は工作物                                                       | 協議の内容を公示 | 都市公園に関する工事及び維持以外の管理を行うことができない                                                                       |
| 空港             | 空港法                         | （例示なし）                                                                                             | 不要             | 無 |
| 海岸保全施設     | 海岸法                         | 海岸保全施設と道路、水門、物揚場その他の施設又は工作物                                                   | 不要             | 無 |
| 津波防護施設     | 津波防災地域づくりに関する法律 | 津波による浸水を防止する機能を有する盛土構造物、護岸、胸壁及び閘門と道路、鉄道等の施設                   | 協議の内容を公示 | 無 |
| 下水道           | 下水道法                       | 公共下水道の排水施設と道路の側溝、公共下水道の排水渠の擁壁と河川の堤防、終末処理場の上部の覆蓋と都市公園 | 不要             | 無 |
| 地すべり防止施設 | 地すべり等防止法               | 地すべり防止施設と砂防設備、保安施設事業に係る施設、かんがい排水施設その他の施設又は工作物               | 不要             | 無 |
| 河川             | 河川法                         | 堤防または水門と道路、床止めと農業用の取水堰                                                             | 協議の内容を公示 | 無 |